# Dennis Prager
Dennis Mark Prager (Nueva York, Estados Unidos; 2 de agosto de 1948) es un comentarista conservador estadounidense, locutor de radio y escritor. Su trabajo político inicial se centró en los judíos soviéticos que no pudieron emigrar. Gradualmente comenzó a dar comentarios más amplios sobre política. Sus puntos de vista generalmente se alinean con el conservadurismo social. En 2009, cofundó PragerU, una organización estadounidense sin fines de lucro que crea videos cortos sobre diversos temas políticos, económicos y filosóficos desde una perspectiva conservadora.
Prager es el presentador del programa de entrevistas de radio The Dennis Prager Show, distribuido a nivel nacional.

## Biografía y educación
Prager nació y creció en Brooklyn, Nueva York junto a sus padres Hilda Prager (nacida Friedfeld; 1919-2009) y Max Prager (1918-2014).[cita requerida] Él y sus hermanos se criaron en un hogar judío ortodoxo moderno. Asistió a la Yeshivá de Flatbush en Brooklyn, donde se hizo amigo de Joseph Telushkin, y al College de Brooklyn, donde se graduó con una especialización en historia y estudios del medio oriente.[cita requerida] Durante los siguientes años tomó cursos en la Escuela de Asuntos Públicos e Internacionales de la Universidad de Columbia y en la Universidad de Leeds; luego dejó la academia sin terminar un posgrado. Después de dejar la escuela de posgrado, Prager dejó el judaísmo ortodoxo moderno pero mantuvo varias prácticas judías tradicionales y siguió siendo religioso.

## Carrera

### Inicios

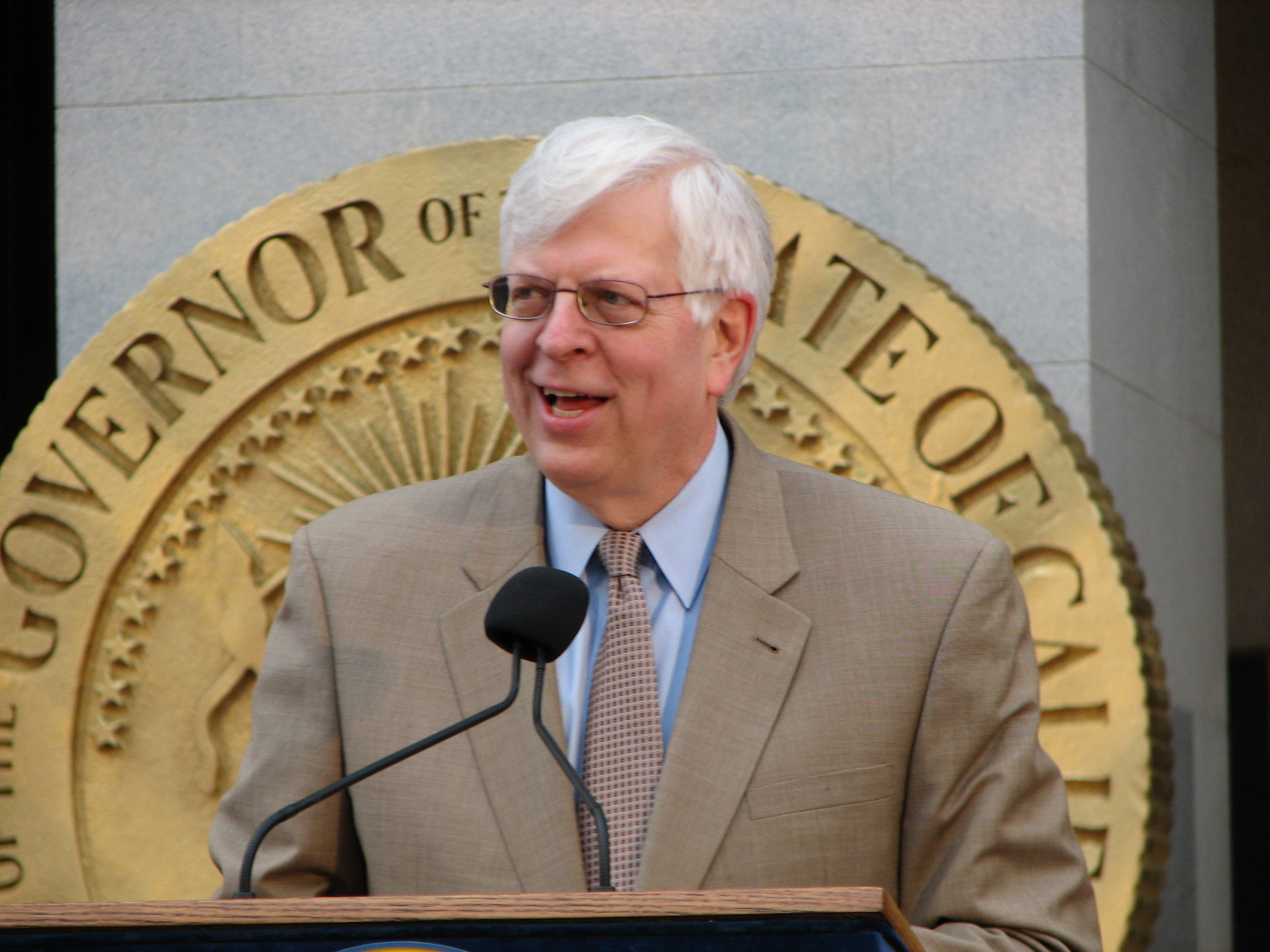
Prager hablando en el Capitolio del Estado de California en 2008.

En 1969, mientras estudiaba en Inglaterra, fue reclutado por un grupo judío para viajar a la Unión Soviética y entrevistar a judíos sobre su vida en el país. Cuando regresó al año siguiente, era solicitado para dar charlas sobre la represión de los judíos soviéticos; ganó lo suficiente con las conferencias para viajar y visitó alrededor de sesenta países. Se convirtió en el portavoz nacional del grupo activista Student Struggle for Soviet Jewry (en español, Lucha Estudiantil por los Judíos Soviéticos).
El comienzo de su carrera coincidió con una tendencia creciente entre los judíos estadounidenses, que habían sido incondicionalmente liberales, a moverse hacia el centro y algunos hacia la derecha del espectro político, impulsados en parte por la afluencia de judíos de la Unión Soviética. En 1975, Prager y Telushkin publicaron una introducción al judaísmo destinada a los judíos no observadores: Las nueve preguntas que la gente hace sobre el judaísmo, la cual se convirtió en un éxito de ventas. Entre las preguntas que se abordan en el texto se encuentran: ¿en qué se diferencia el judaísmo del cristianismo? ¿se puede dudar de la existencia de Dios y seguir siendo un buen judío? y ¿cómo se explican los judíos no éticos pero religiosos?
Prager apoyó a Jimmy Carter en las elecciones presidenciales estadounidenses de 1976. Dirigió el Instituto Brandeis-Bardin de 1976 a 1983, lo cual se convirtió en su primer trabajo asalariado. Pronto se ganó la reputación de un crítico moral centrado en atacar el secularismo y el narcisismo, los cuales, decía, estaban destruyendo la sociedad. Algunas personas lo llamaban un Billy Graham judío.

### Consolidación
En 1982, la estación de radio KABC (AM) en Los Ángeles contrató a Prager para presentar su programa de entrevistas religiosas Religion on the Line, el cual obtuvo las mejores calificaciones y eventualmente condujo a un programa de entrevistas entre semana. En 1983, publicó junto a Telushkin el libro ¿Por qué los judíos? La razón del antisemitismo.
Según una reseña en Commentary, el libro describe el antisemitismo como una «forma siniestra de adulación»; los autores argumentaron que esta hostilidad surge del resentimiento por la aceptación de los judíos de la doctrina de que son el pueblo elegido de Dios, encargado de llevar un mensaje moral al mundo. El libro describe a los judíos como una nación (apátridas durante mucho tiempo) y como seguidores de una religión y dice que esta identidad es esencial para el judaísmo; prosigue declarando que el reclamo a que los judíos se asimilen culturalmente, así como la oposición al sionismo, son formas de antisemitismo. El libro también describe a los judíos seculares como personas que han perdido el rumbo y que generalmente caen en el error de aplicar la misión del judaísmo de reformar el mundo de formas que tienden a ser izquierdistas, totalitarias y destructivas.
También escribió una columna sindicada para periódicos de todo el país. En 1985, Prager lanzó su propia revista trimestral, Ultimate Issues, que pasó a llamarse The Prager Perspective en 1996.
En 1986, se divorció y fue a terapia durante un año, lo cual según la Enciclopedia del judaísmo contribuyó a su libro de 1999 La felicidad es un problema serio. En 1990, escribió un ensayo titulado "Judaísmo, homosexualidad y civilización" que argumentaba en contra de normalizar la homosexualidad en la comunidad judía y colocaba los pecados sexuales en un continuo desde el sexo prematrimonial, al celibato, el adulterio, la homosexualidad, la bestialidad y el incesto. Argumentó que limitar el sexo al matrimonio heterosexual desexualizaba la religión, lo cual era un gran logro de la antigua tradición judía que valía la pena luchar por mantener.
En 1992, se volvió a casar. En ese momento, según Los Angeles Jewish Journal, Prager era un «elemento habitual en la radio local» y «un San Jorge judío luchando contra las fuerzas de la secularidad en nombre de la simple "bondad"», mostrándose en general socialmente conservador. Apoyó el aborto legal (aunque dijo que por lo general era inmoral), y respaldó y justificó las relaciones sexuales con consentimiento entre hombres y mujeres no casados. En 1992, dio charlas en el Templo Stephen S. Wise, y condujo un programa de entrevistas nocturno entre semana en KABC.

## Posiciones políticas

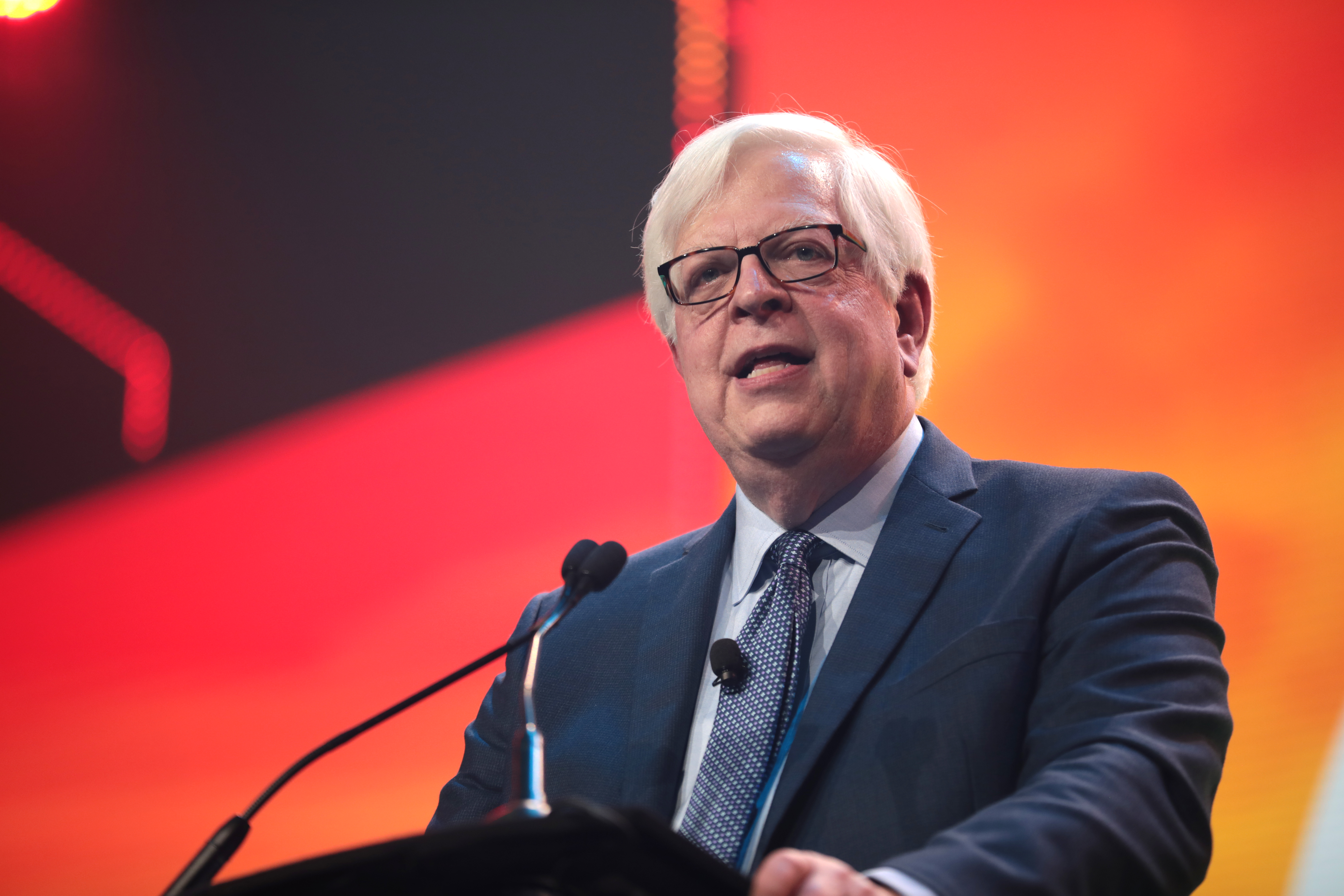
Prager hablando en un evento de Turning Point USA en 2020.

En 1994, la Liga Antidifamación (ADL) publicó un informe sobre el antisemitismo en la derecha cristiana; Prager, quien se alineó con el conservadurismo social y político de la derecha cristiana, atacó a la ADL y su informe. Al año siguiente, instó a los judíos conservadores a estar abiertos a trabajar con cristianos conservadores, como la Coalición Cristiana. También nombró a Jacob Petuchowski, Eliezer Berkovits, Harold Kushner, C. S. Lewis, Richard John Neuhaus, Michael Novak y George Gilder como las personas que más habían influido en su teología.
En 1995, Prager criticó la decisión de la Corte Suprema de Illinois en el caso Baby Richard que separó a un niño de sus padres adoptivos. Con KABC celebró el "Rally for Baby Richard", donde obtuvo el apoyo de los actores Priscilla Presley, Tom Selleck y John McCook.
En 1996, Prager testificó en el Congreso a favor de la Ley de defensa del matrimonio. Declaró que «la aceptación de la homosexualidad como igual al amor marital heterosexual significa el declive de la civilización occidental». Prager trabajó en la campaña electoral de Bob Dole para las elecciones presidenciales de 1996; cuando las encuestas previas a las elecciones mostraron que Dole no tenía mucho apoyo por parte de los judíos, Prager dijo que esto se debía a que «los judíos estadounidenses ignoran los aspectos antiisraelíes del actual Partido Demócrata».
Desde 1999, ha presentado un programa de entrevistas a nivel nacional en la estación de radio cristiana social y políticamente conservadora KRLA en Los Ángeles. KRLA es parte del Salem Media Group, el cual cuenta con otros anfitriones conservadores como James Dobson, Randall Terry, Janet Parshall, Sebastian Gorka y Larry Elder; es un actor clave de la derecha cristiana que busca cambiar la política estadounidense, así como la forma en que vive la gente.
En 2006, Prager criticó a Keith Ellison, el primer musulmán elegido al Congreso, por anunciar que usaría el Corán para la recreación de su ceremonia de juramento. Prager escribió: «En lo que respecta a un miembro del Congreso que presta juramento de servir a Estados Unidos y defender sus valores, Estados Unidos está interesado en un solo libro, la Biblia. Si es incapaz de prestar juramento sobre ese libro, no sirva en el Congreso». En respuesta, el exalcalde de la ciudad de Nueva York, Ed Koch, pidió a Prager que pusiera fin a su servicio en el Consejo del Museo del Holocausto.
En 2009, Prager se unió a otros presentadores de Salem Radio Network para oponerse a la Ley de Cuidado de Salud a Bajo Precio. En 2014, mientras el matrimonio entre personas del mismo sexo en los Estados Unidos estaba en proceso de legalización, escribió que si eso sucediera, entonces «no hay ningún argumento plausible para negar a las relaciones polígamas, o a hermanos y hermanas, o a padres e hijos adultos, el derecho a contraer matrimonio». En 2014, también dijo que la crisis del «sida heterosexual» era algo «totalmente fabricado por la izquierda».
Prager respaldó a Donald Trump en las elecciones presidenciales de 2016, pero dijo que Trump era su «decimoséptima elección entre 17 candidatos». Aclaró que «no era un partidario de Trump, cuando hubo una opción», pero agregó: «Ahora no hay otra opción». Prager había dicho anteriormente que Trump «no era apto para ser candidato presidencial, y mucho menos presidente».
En 2017, se le ofreció a Prager ser director invitado de la orquesta de voluntarios de Santa Mónica, California, como parte de un concierto de recaudación de fondos en el Walt Disney Concert Hall. Algunos de los miembros de la orquesta protestaron por la invitación, la cual consideraron promover la intolerancia. El líder de la orquesta había invitado a Prager porque lo admiraba, ya que éste a menudo discutía y promocionaba la música clásica en sus programas y había dirigido como invitado varias veces en el pasado, y porque pensaba que la presencia de Prager podría ayudar a recaudar más dinero. Guido Lamell, director musical de la Sinfónica de Santa Mónica, a pesar de la controversia en torno a la presencia de Prager, calificó a éste como «un gran hombre, líder y amigo».
En febrero de 2020, le dijo a una persona que llamó a su programa de radio: «Por supuesto que nunca debes llamar a nadie con la palabra con N, eso es despreciable», pero se quejó de que la palabra en sí se considere inaceptable. En abril de 2020, Prager calificó los confinamientos por el COVID-19 como «el mayor error en la historia de la humanidad». Posteriormente fue criticado en los medios de comunicación por tergiversar la gravedad de la pandemia de COVID-19.

## PragerU
En 2009, Prager y su productor Allen Estrin iniciaron un sitio web llamado PragerU. El sitio publica videos cortos sobre varios temas desde una perspectiva conservadora. BuzzFeed News lo describió como «una de las fuerzas más grandes, más influyentes y, sin embargo, menos comprendidas en los medios en línea». A 2018  invirtió alrededor del 40% de su presupuesto anual de $10 millones USD en marketing. Los videos cubren temas como el «racismo, sexismo, desigualdad de ingresos, posesión de armas, Islam, inmigración, Israel y brutalidad policial». BuzzFeed News escribió que «la principal razón por la que PragerU ha escapado a la atención nacional es que en su mayoría no cubre a Trump» o no se involucra con el ciclo de noticias políticas.

## Obras publicadas
Las columnas de Prager han sido publicadas en The Wall Street Journal , Los Angeles Times y Commentary. Su columna sindicada semanal aparece en sitios web en línea como Townhall,[cita requerida] National Review Online, Jewish World Review y otros lugares. También escribe una columna quincenal para The Jewish Journal of Greater Los Angeles.
En 2018, publicó un comentario sobre el Libro del Éxodo seguido por otro comentario sobre el Libro del Génesis en 2019. Ambos fueron publicados por Salem Media Group.
- Las nueve preguntas que la gente hace sobre el judaísmo (con Joseph Telushkin) (1986) ISBN 978-0-671-62261-9
- Piense por segunda vez (44 ensayos sobre 44 temas) (1996) ISBN 978-0-06-098709-1
- La felicidad es un problema serio: Manual de reparación de la naturaleza humana[10] (1999) ISBN 978-0-06-098735-0
- ¿Por qué los judíos? La razón del antisemitismo (con Joseph Telushkin) (2003) ISBN 978-0-7432-4620-0
- Sigue siendo la mejor esperanza: por qué el mundo necesita los valores estadounidenses para triunfar (2012) ISBN 978-0-06-198512-6
- Los Diez Mandamientos: Sigue siendo el mejor código moral (2015) ISBN 978-1-62157-417-0
- Los Diez Mandamientos: Sigue siendo el mejor camino a seguir (2015) (para niños) ISBN 978-1-5113-1709-2
- La Biblia Racional: Éxodo (2018) ISBN 978-1-62157-772-0
- La Biblia Racional: Génesis (2019) ISBN 978-1-62157-898-7